# Café racer

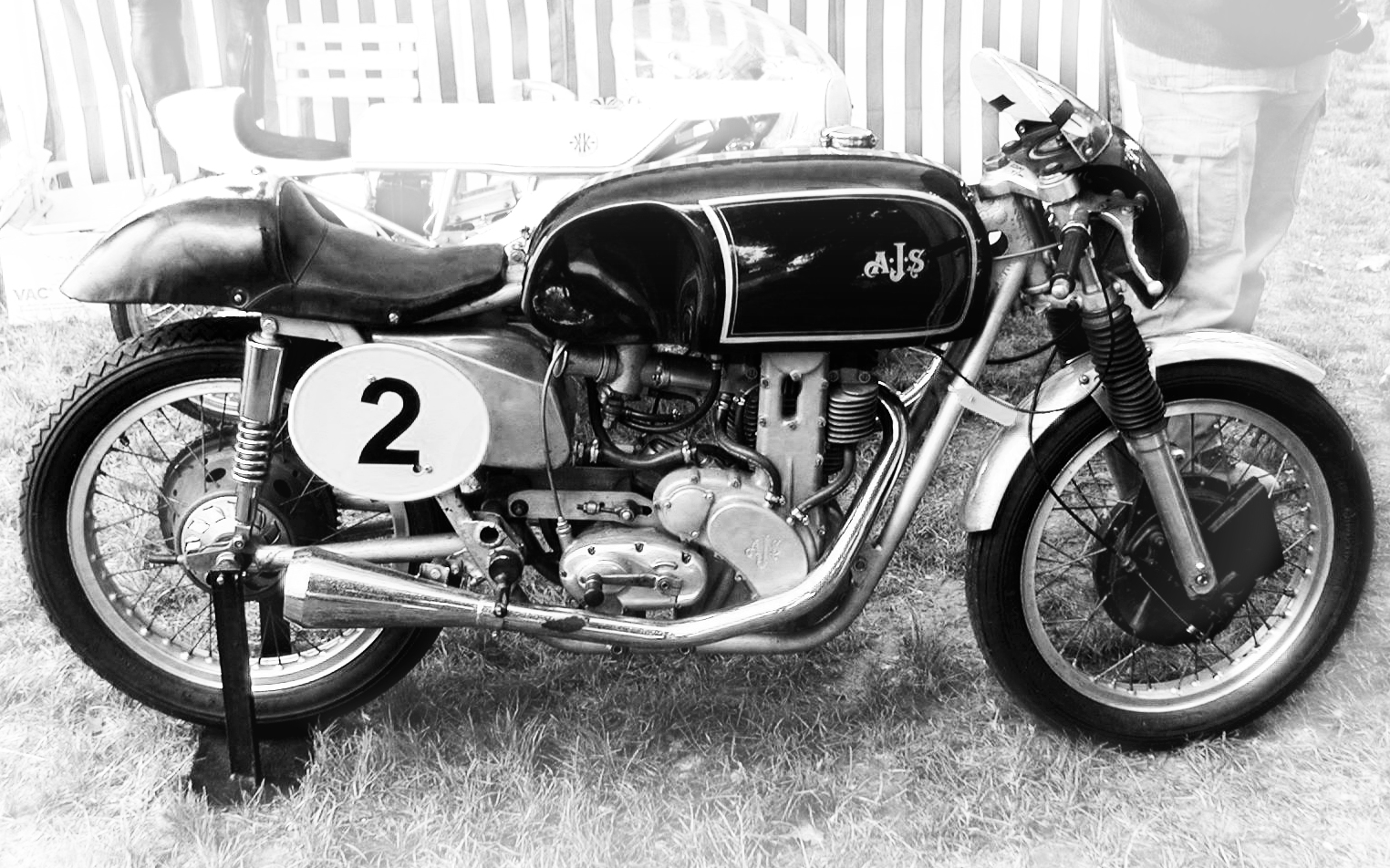
Café racer, AJS

Café racer je charakteristický způsob stavby motocyklů. Tento fenomén se začal objevovat v průběhu 50. let 20. století v Anglii. Jednalo se o lehké, nepříliš výkonné motorky, které si jejich mladí majitelé upravovali pro dosažení co nejvyšší maximální rychlosti. K těmto úpravám patřila především redukce hmotnosti, ovládání a podvozek byly často modifikovány na úkor pohodlí při dlouhých cestách. Design prvních café racerů byl inspirován motorkami, které v šedesátých letech závodily v rámci mistrovství světa silničních motocyklů. Charakteristickými znaky café raceru jsou minimalismus, maximální redukce hmotnosti, nízká řídítka 'clubman' nebo 'clip on', nádrž s výřezy pro kolena a velmi často jednomístná sedačka se zadní částí, na kterou se v případě závodních motorek v minulosti umísťovalo číslo.

## Původní Café racer

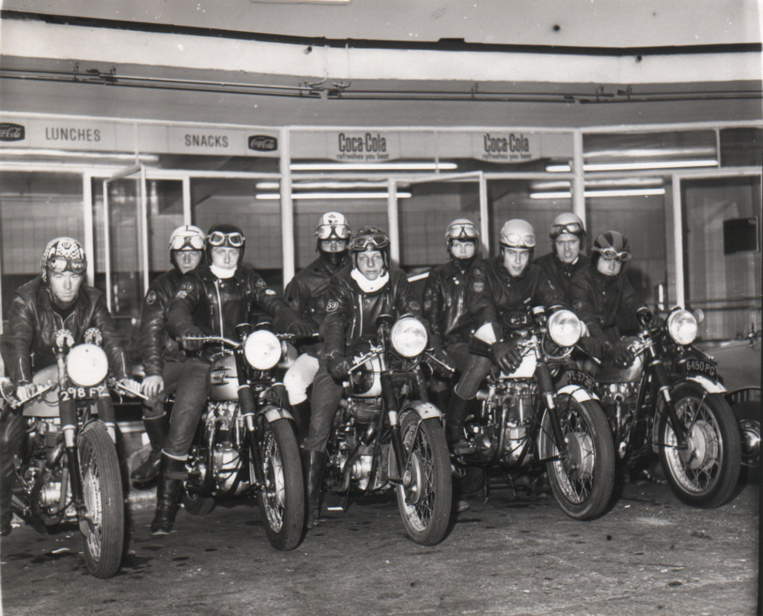
Rockers

První café racery byly motorky anglické výroby, povětšinou Norton, Triumph, BSA a Royal Enfield. Jejich majitelé se snažili sériově vyráběné kusy upravit do podoby, která se více blížila tehdejšímu vzhledu závodních motorek. Mladí příznivci tehdejších café racerů se scházeli povětšinou v kavárnách, nejvyhlášenější z nich je Ace Cafe na severozápadě Londýna, pamětníci tvrdí, že název café racer vznikl díky jedné z kratochvílí, kdy se závodilo v tom, kdo nejrychleji přejede z jedné kavárny do druhé. Z majitelů takto upravovaných motorek se pomalu v průběhu 60. let 20. století začala tvořit subkultura, které se říká Rockers nebo "Ton-Up Boys". "The Ton" je označení pro překročení rychlosti 100 mil za hodinu.

## Evoluce café raceru
První café racery byly britské motorky v rukou nadšenců, většinou mladých Britů, kteří vytvořili kult café raceru a subkulturu, která žije ještě dnes. V průběhu 70. let začala sláva britských motorek upadat a začaly se objevovat alternativy japonských výrobců. Oblíbenými nástupci britských motorek se staly tříválcové dvoutakty od Kawasaki, později Kawasaki Z1 představená 1972. Následovaly v roce 1969 představené Hondy CB v kubatuře od 350–750 cm³. Od roku 1977 si velká většina výrobců všimla zájmu o motocykly s robustním motorem, jednoduchým trubkovým rámem, ale především vzhledem odvíjejícím se z původních café racerů. V roce 1976 přišlo Moto Guzzi se svým modelem Le Mans, pojmenovaným po vytrvalostním 24hodinovém závodu v Le Mans. Harley-Davidson vyprodukoval nepříliš oblíbený model XLCR, který byl vybaven legendárním 45° V-twinem o obsahu 1000 ccm, původně používaném ve Sportstru. Facelift do stylu café racer se nesetkal s velkou oblibou, XLCR se vyráběl v letech 1977–1979, dnes je žádaným artiklem nadšenců a sběratelů. 
V průběhu sedmdesátých let se většina výrobců včetně BMW, Benelli, Bultaco a Derbi snažila alespoň o vzhledové modifikace, které standardní, většinou cestovní motocykly alespoň vzhledově přiblížily fenoménu café racer.
Devadesátá léta byla ve znamení supersportů. Předhánění hlavních japonských výrobců motocyklů dalo vzniknout řadě Ninja od Kawasaki a pokračování serie CB od Hondy. Valná většina motocyklů díky své složitosti nesloužila jako dobrý základ stavby, proto café racer poněkud upadá do zapomnění a určitě není hlavním proudem. Kolem roku 2000 velmi roste oblíbenost staveb ze značky Harley-Davidson, mnoho z nich se podobá původním café racerům, to dává pojetí úplně nový rozměr.
Dnes se scéna stavitelů posunula do garáží, které se přímo zabývají stavbami v tomto stylu a neodkazují se jen ke stylu café racer, v průběhu let na základě vlastností, které má motocykl splňovat vzniklo mnoho dalších stylů jako například tracker nebo scrambler. Jako základy se používají téměř všechny motorky, nicméně většina z nich sahá po starých karburátorových motorech. Tahouny dnešní scény jsou především BMW se všemi boxerovými modely, Honda s modely CB550, CB750, CX500 a Yamaha s modely TT a SR.

## Café racer v České republice
Českou republiku fenomén Café racer kvůli minulému režimu minul. Přestože se v té době v Československu upravovaly dostupné motorky, nelze tvrdit, že se jednalo o café racery. Po revoluci došlo k obrovskému rozmachu motocyklů, nejvíc staveb bylo zpočátku ze značky Harley-Davidson, dnešní scéna je založena na iniciativě jednotlivců, kterou zaštiťuje český Café racer club. Dále se stavbami ve stylu café racer zabývá několik menších garáží.
V roce 2017 založili dva velcí nadšenci do custom motorek (Radek Karko a Jakub Frey) obchod s barem pod názvem Klasick Wheels. Kromě samotného obchodu, začali pořádat několik pravidelných akcí, výstav a závodů pro podobné milovníky upravovaných motorek.
Web obchodu: https://www.klasickwheels.cz

### České a Slovenské café racer garáže
Gas and Oil Bespoke Motorcycles - česká dílna
Dílna která staví motocykly a šije oblečení.
web dílny Archivováno 1. 3. 2021 na Wayback Machine.
Spark Plug Motorcycles - česká dílna
Je garáž zabývající se úpravou a přestavbou motorek. Převážně Hond a BMW z osmdesátých let. Mezi jejich tvorbu patří například motorka  BMW R100 pro bratry Matěje a Petra Formana, k jejich padesátinám.
Web Garáže